# Werneria preussi
Werneria preussi är en groddjursart som först beskrevs av Paul Matschie 1893.  Werneria preussi ingår i släktet Werneria och familjen paddor. IUCN kategoriserar arten globalt som starkt hotad. Inga underarter finns listade i Catalogue of Life.